# Niepewność (wiersz)

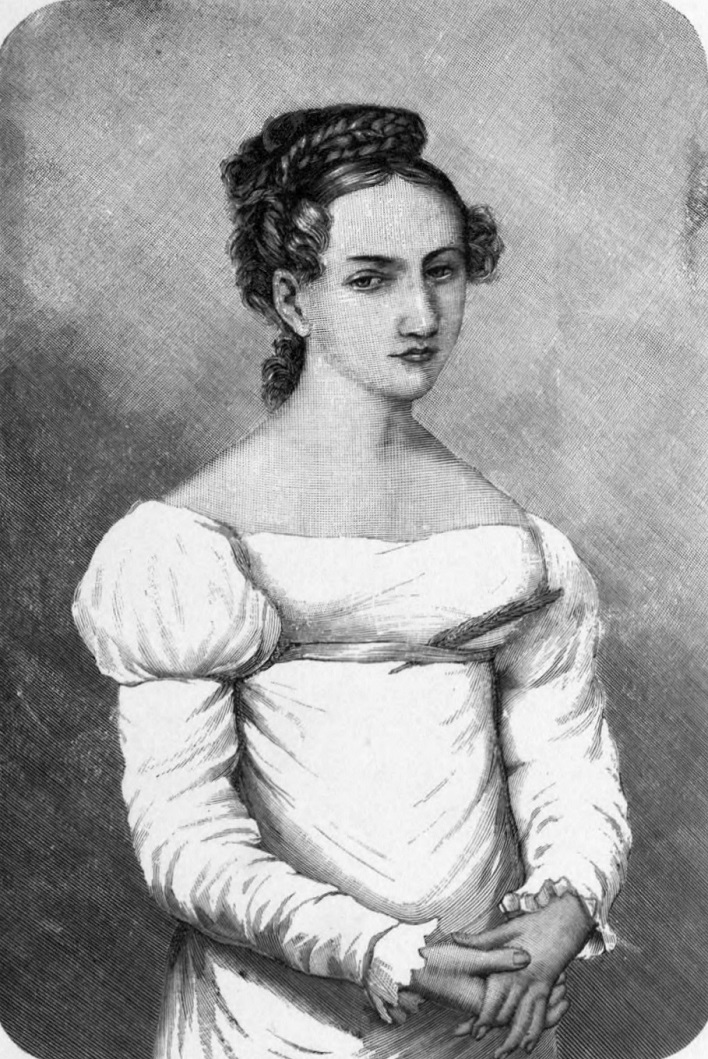
Portret Maryli Wereszczakównej, do której Mickiewicz kierował słowa utworu

Niepewność – wiersz Adama Mickiewicza napisany w 1825 roku, w czasie pobytu w Odessie. W utworze podmiot liryczny wyraża swoje rozterki i sprzeczne uczucia do adresatki.

## Adaptacje
Marek Grechuta spopularyzował „Niepewność” swoim wykonaniem wokalnym, wydanym po raz pierwszy w 1969 roku.
We wrześniu 2024 roku miała miejsce premiera filmu fabularnego „Niepewność. Zakochany Mickiewicz”, opowiadającym o miłości Mickiewicza do Maryli Wereszczakównej. W listopadzie tego samego roku premierę miał także serial pt. Niepewność, będącego fabularyzowaną biografią Mickiewicza.

## Budowa wiersza
Wiersz jest zbudowany z sześciu 6-wersowych strof i 11 sylab w każdym wersie. W każdej ze strof występują rymy.